# Jogos Bolivarianos de 2013

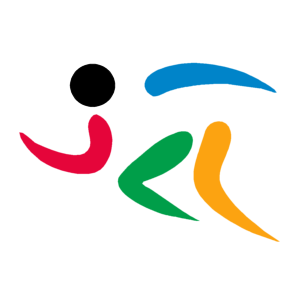
Jogos Bolivarianos

Os XVII Jogos Bolivarianos, também chamados de XVII Jogos Bolivarianos Trujillo 2013, foi um evento multiesportivo realizado na cidade de Trujillo, Peru, de 16 a 30 de novembro de 2013. Trujillo foi a sede principal dos Jogos Bolivarianos e teve sub-sedes designadas nas cidades de Lima e Chiclayo.
A inauguração foi realizada no Estádio Chan Chan em Trujillo e foi presidida pelo presidente do Peru, Ollanta Humala. Essa edição dos Jogos Bolivarianos contou com atletas de 11 países latino-americanos competindo em 57 modalidades esportivas.

## Designação da cidade-sede

### Eleição da cidade-sede
A Organização Desportiva Bolivariana (ODEBO) selecionou a Cidade do Panamá em 5 de maio de 2010 como a cidade-sede dos Jogos Bolivarianos de 2013. O anúncio da seleção foi feito pela ODEBO, que rejeitou as propostas do Equador e da Venezuela. A proposta da Venezuela foi rejeitada porque não tinha o endosso do presidente Hugo Chávez, e a do Equador foi rejeitada porque havia sido registrada fora do prazo.
- Cidade do Panamá

No dia 20 de outubro de 2010, a Organização Esportiva Bolivariana decidiu retirar o Panamá da condição de país-sede. A organização explicou que a coexistência de dois presidentes do Comitê Olímpico Panamenho e o conflito entre Miguel Vanegas e Miguel Sánchiz. O primeiro pela Suprema Corte de Justiça do Panamá e o segundo pelo Comitê Olímpico Internacional.
"Vou dar um golpe nesses dois.... Vou pedir publicamente a esses dois líderes que renunciem para o bem do país e deixem de lado seus interesses mesquinhos".
- Trujillo

No início de 2011, o nome de Trujillo (Peru) ganhou força para sediar os Jogos, a comissão da ODEBO viajou para a cidade peruana para fazer uma inspeção visual de suas instalações, o exame mostrou que Trujillo estava à altura da tarefa de sediar os Jogos, de modo que a cidade poderia sediá-los em 2013, a confirmação dessa sede foi tornada pública em 7 de fevereiro no Rio de Janeiro.  O presidente do Comitê Olímpico Peruano, José Quiñones comentou:
"A Odebo informou formalmente que Trujillo é a única alternativa a ser votada, e isso indica que as chances estão a favor. De fato, já existe uma grande maioria de países que garantiram ao Peru que votarão nele".
Esta foi a terceira vez que uma cidade peruana sedia os Jogos.

## Países participantes
Onze países das Américas participaram dos Jogos Bolivarianos, os 7 membros da ODEBO e quatro países convidados:
| - Membros da ODEBO - Bolívia - Chile - Colômbia - Equador - Panamá - Peru - Venezuela | - Comitês olímpicos convidados - El Salvador - Guatemala - Paraguai - República Dominicana |

## Modalidades
Os XVII Jogos Bolivarianos contaram com 57 modalidades esportivas em competição. A lista a seguir apresenta as modalidades esportivas que foram disputadas durante os jogos.
| - Atletismo - Badminton - Basquetebol - Beisebol - Bilhar - Boliche - Boxe - Canoagem - Caratê - Ciclismo - Escalada - Esgrima - Esportes subaquáticos - Esqui aquático | - Futebol - Futebol de salão - Ginástica artística - Ginástica rítmica - Golfe - Handebol - Hipismo - Hóquei sobre a grama - Judô - Karatê - Kung fu - Levantamento de peso - Lutas - Nado sincronizado | - Natação - Natação de águas abertas - Patinação sobre rodas - Pelota basca - Polo aquático - Raquetebol - Remo - Rugby sevens - Saltos ornamentais - Softbol - Squash - Surf - Taekwondo - Tênis | - Tênis de mesa - Tiro esportivo - Tiro com arco - Triatlo - Vela - Voleibol - Voleibol de praia - Xadrez |

## Desenvolvimento
Os XVII Jogos Bolivarianos Trujillo 2013 foram inaugurados em 16 de novembro de 2013 no Estádio Chan Chan com a participação de diversas autoridades da cidade de Trujillo, da Organização Desportiva Bolivariana, do Instituto Peruano do Esporte e também do presidente Ollanta Humala. A Colômbia foi o país vencedor dos XVII Jogos Bolivarianos com o maior número de medalhas de ouro, seguida pela Venezuela e Equador.
O encerramento dos Jogos Bolivarianos ocorreu em cerimônia realizada no Estádio Mansiche no dia 30 de novembro de 2013, na qual a Bandeira Bolivariana foi entregue ao prefeito da cidade de Santa Marta onde serão realizados os Jogos Bolivarianos de 2017. Em relação ao desenvolvimento dos Jogos Bolivarianos 2013 em sua cerimônia de encerramento, o presidente da ODEBO, Danilo Carrera, afirmou:
“Trujillo sempre será lembrado em nossa memória porque aqui foram organizados os jogos de maior sucesso da história do esporte bolivariano”.

## Quadro de medalhas
| Pos.  | Nação                    | Ouro | Prata | Bronze | Total |
| 1     | COL Colômbia             | 166  | 135   | 113    | 414   |
| 2     | VEN Venezuela            | 161  | 168   | 128    | 457   |
| 3     | ECU Ecuador              | 66   | 71    | 92     | 229   |
| 4     | PER Peru                 | 61   | 61    | 104    | 226   |
| 5     | CHI Chile                | 44   | 57    | 79     | 180   |
| 6     | GUA Guatemala            | 18   | 23    | 35     | 76    |
| 7     | DOM República Dominicana | 18   | 17    | 44     | 79    |
| 8     | PAR Paraguai             | 9    | 7     | 8      | 24    |
| 9     | BOL Bolívia              | 7    | 7     | 18     | 32    |
| 10    | ESA El Salvador          | 6    | 9     | 11     | 26    |
| 11    | PAN Panamá               | 6    | 6     | 22     | 34    |
| Total | Total                    | 562  | 561   | 654    | 1,777 |